# 1936年ベルリンオリンピックのバスケットボール競技
1936年ベルリンオリンピックのバスケットボール競技（1936ねんベルリンオリンピックのバスケットボールきょうぎ）は、1936年8月7日から14日にかけて開催された。
バスケットボール競技は1904年セントルイスオリンピックで公開競技として開催されていたが、1936年ベルリンオリンピックで初めて正式種目として開催された。23か国が参加予定だったが2か国が棄権した。競技はトーナメント方式で行われ、アメリカ合衆国が金メダルを獲得した。

## 出場国
アジア
- 中華民国
- 日本
- フィリピン

アメリカ
- アメリカ
- カナダ
- メキシコ
- チリ
- ウルグアイ
- ブラジル
- ペルー

アフリカ
- エジプト

ヨーロッパ
- イタリア
- エストニア
- スイス
- チェコスロバキア
- ドイツ
- トルコ
- フランス
- ベルギー
- ポーランド
- ラトビア
- ハンガリー
- スペイン

## 試合結果

### 準決勝
- アメリカ 25-10  メキシコ
- カナダ 42-15  ポーランド

### 3位決定戦
- メキシコ 26-12  ポーランド

### 決勝
- アメリカ 19-8  カナダ

## 最終成績
| 順位    | 国・地域         |
| ------- | ---------------- |
| 1位     | アメリカ合衆国   |
| 2位     | カナダ           |
| 3位     | メキシコ         |
| 4位     | ポーランド       |
| 5位     | フィリピン       |
| 6位     | ウルグアイ       |
| 7位     | イタリア         |
| 8位     | ペルー           |
| 9-14位  | ブラジル         |
| 9-14位  | チリ             |
| 9-14位  | チェコスロバキア |
| 9-14位  | エストニア       |
| 9-14位  | 日本             |
| 9-14位  | スイス           |
| 15-18位 | 中華民国         |
| 15-18位 | エジプト         |
| 15-18位 | ドイツ           |
| 15-18位 | ラトビア         |
| 19-21位 | ベルギー         |
| 19-21位 | フランス         |
| 19-21位 | トルコ           |
| 棄権    | ハンガリー       |
| 棄権    | スペイン         |